# Rudolf Kompfner
Rudolf Kompfner (* 16. Mai 1909 in Wien; † 3. Dezember 1977 in Stanford, Kalifornien; eigentlich Rudolf Kömpfner) war ein Ingenieur und Physiker. Bekannt ist er als Erfinder der Wanderfeldröhre (englisch Travelling Wave Tube, TWT).

## Leben
Rudolf Kömpfner war Kind jüdischer Eltern. Nach einem 1933 abgeschlossenen Architekturstudium an der Technischen Universität Wien ging er (wegen des aufkommenden Antisemitismus) nach England, wo er bis 1941 als Architekt arbeitete. Er hatte stets ein großes Interesse an Physik und Elektronik. Nach einer kurzen Internierung als feindlicher Ausländer zu Beginn des Zweiten Weltkriegs bekam er eine Anstellung an einem geheimen Forschungsprojekt über Mikrowellen-Vakuumröhren an der Universität Birmingham. Im Zuge dieser Arbeit erfand er 1943 die Wanderfeldröhre. Nach Kriegsende wurde er britischer Staatsbürger, arbeitete weiter als Wissenschaftler für die britische Admiralität und studierte auch an der Universität Oxford Physik, wo er 1951 einen Grad als Ph.D. erhielt.
Am Ende dieses Jahres wurde er von John R. Pierce für Bell Labs in den USA angeworben, wo er mit diesen gemeinsam die Wanderfeldröhre als wichtiges Element des Kommunikationszeitalters weiterentwickelte. Er erhielt für seine Erfindung die IEEE Ehrenmedaille. 1974 erhielt Rudolf Kompfner, wie er sich inzwischen schrieb, die National Medal of Science. Er gehörte unter anderem der National Academy of Sciences, der American Academy of Arts and Sciences und der National Academy of Engineering an.
1965 erhielt Kompfner ein Ehrendoktorat der Technischen Hochschule Wien.
Die Rudolf Kompfner-Medaille der Fakultät für Elektrotechnik und Informationstechnik der Technischen Universität Wien wurde nach ihm benannt.